# Rückenschule
Unter Rückenschule versteht man ein Behandlungskonzept, welches zur Prävention von Rückenschmerzen und zur Behandlung von Patienten mit Rückenschmerzen dient. Ziel ist es, zum einen rückengerechtes Verhalten zu vermitteln und zum anderen durch unterschiedliche Übungen Bauch- und Rückenmuskulatur zu stärken sowie Konzepte zur Entspannung zu liefern. Entsprechende Kurse werden beispielsweise von Krankenkassen, Fitnessstudios, Krankengymnasten, Physiotherapeuten, Ergotherapeuten oder im Rahmen von Betriebssportgruppen angeboten. In Einzel- oder Gruppenunterricht wird rückengerechtes Verhalten sowohl in Alltagssituationen als auch berufsorientiert vermittelt. Mit unterschiedlichen Kraft- und Beweglichkeitsübungen werden Bauch- und Rückenmuskulatur trainiert. Verkürzte Muskulatur, die für den Rücken Bedeutung hat (z. B. Ischiokruralmuskulatur), wird entsprechend gedehnt. Entspannungstechniken können das Programm erweitern.
Rückenschulen werden von den gesetzlichen Krankenkassen in Deutschland einmal jährlich (8–12 Sitzungen je 60–90 Minuten) mit etwa 80 % bezuschusst (Stand 2005). Die hierbei anerkannten Rückenschulkurse sind auf max. 15 Teilnehmer begrenzt und müssen von Sportlehrern und Ärzten mit entsprechender Zusatzqualifikation und von Physiotherapeuten geleitet werden (§ 20 SGB V).

## Zielgruppen
Zielgruppen der Rückenschule sind Personen
- die sich wenig bewegen (<1 Stunde körperlicher Aktivität pro Woche),
- die schon Rückenschmerzen hatten, da Rückenschmerzen den stärksten Prädiktor darstellen, wieder Rückenschmerzen zu bekommen,
- die Risikofaktoren für Rückenschmerzen aufweisen (z. B. Arbeitnehmer, die Lasten manuell bewegen müssen),
- Teilnehmer mit ärztlich abgeklärten unspezifischen Rückenschmerzen, vor allem im frühen Stadium der Chronifizierung, und
- Personen mit chronischen Rückenschmerzen, da Rückenschul- und Bewegungsprogramme von besonderer Bedeutung in der Behandlung von Rückenschmerzen sind.[4]

## Geschichte
In der Schwedischen Gymnastik nach Pehr Henrik Ling wurden schon in der 1. Hälfte des 19. Jahrhunderts systematisch Rückübungen vermittelt, die einer Rückenschule entsprachen. Die erste formelle Rückenschule wurde als „Svenska Ryggskola“ von Zachrisson-Forssell 1969 im Danderyd Hospital (Stockholm, Schweden) eingerichtet, wobei schon Fahrni und White in den 1960er Jahren Maßnahmen zur Schulung der Rückenfürsorge („back education“) für ihre Patienten anboten. Die schwedische Rückenschule umfasste vier Sitzungen à 45 Minuten. Die verschiedenen Rückenschulansätze basierten in den 1990er Jahren auf unterschiedlichen Herangehensweisen, die medizinisch-funktionell, medizinisch-psychologisch, sportpädagogisch oder biomechanisch-funktionell orientiert waren.
In die Kritik ist die Rückenschule in den 1990er Jahren geraten, weil für die allgemeine Rückenschule kein eindeutiger Wirksamkeitsnachweis vorlag, die Ergebnisse der Untersuchungen uneinheitlich waren und die angebotenen bzw. untersuchten Rückenschulprogramme sich in ihren Zielen, Inhalten, Dauer und Vermittlungsformen stark unterschieden. Im Jahr 2004 haben sich deshalb neun Rückenschulverbände
- Bundesverband staatlich anerkannter Berufsfachschulen für Gymnastik und Sport (BBGS),
- Bundesverband der deutschen Rückenschulen (BdR) e. V.,
- Berufsverband staatlich geprüfter Gymnastiklehrerinnen und -lehrer (DGYMB) e. V.,
- Deutscher Verband für Gesundheitssport und Sporttherapie (DVGS) e. V.,
- Forum Gesunder Rücken – besser leben e. V.,
- Bundesverband selbstständiger Physiotherapeuten – IFK e. V.,
- Seminar Wirbelsäule-Rückenschule-Schmerztherapie,
- Verband Physikalische Therapie (VPT) e. V. und der
- Zentralverband der Physiotherapeuten/ Krankengymnasten (ZVK) e. V.

zur Konföderation der deutschen Rückenschulen (KddR) zusammengeschlossen. Die KddR führte im Jahr 2007 ein verbindliches Curriculum für die Kursinhalte ein.

## Kursinhalte
Die Ansteuerung der Leitziele „Rückengesundheit fördern“ und „einer Chronifizierung vorbeugen“ erfolgt in Anlehnung an die Kernziele bewegungsbezogener Gesundheitsprogramme:
- Stärkung der physischen Gesundheitsressourcen
- Stärkung der psychosozialen Gesundheitsressourcen
- Aufbau von und Bindung an gesundheitsorientierte Aktivität
- Sensibilisierung für haltungs- und bewegungsförderliche Verhältnisse
- Verminderung von Risikofaktoren für Rückenschmerzen
- Bewältigung von Beschwerden und Missbefinden.

Die Rückenschule nutzt dazu folgende Inhalte zur Erreichung der o. g. Ziele. Abhängig von den Rahmenbedingungen und der Kursleiterqualifikation können einzelne Bausteine einen mehr oder weniger großen Raum einnehmen:
- Übungen zur Körperwahrnehmung
- Übungen zur Verbesserung der motorischen Grundeigenschaften
- Kleine Spiele, Spielformen und Parcours
- Vorstellung von Life-Time-Sportarten
- Übungen zur Haltungs- und Bewegungsschulung
- Entspannungsmethoden
- Strategien zur Stressbewältigung
- Strategien zur Schmerzbewältigung
- Strategien und Hinweise zur Verhaltens- und Verhältnisprävention
- Wissens- und Informationsvermittlung

Die Wirksamkeit von Rückenschulprogrammen als präventive Maßnahme gegen „unspezifische“ Rückenschmerzen ist mit moderater bis starker Evidenz gesichert. Das gilt besonders für Programme mit chronischen Rückenschmerzpatienten, für Programme am Arbeitsplatz und für Programme, die einen umfangreichen aktiven Übungsanteil beinhalten. Aufgrund der geringen Anzahl hochwertiger Studien mit positiven Belegen ist eine weitere Erforschung notwendig und gerechtfertigt.